# جبل الكرز
جبل أو جبال أو سلسلة جبال الكرز أو (نقحرة: سييرا دي ألكاراز) هي سلسلة جبال بربطيقية تقع في مقاطعة البسيط جنوب شرق إسبانيا. أعلى قمة لها هي قمة المنارة بارتفاع 1796 م.